# Rocca di Botte
Rocca di Botte település Olaszországban, Abruzzo régióban, L’Aquila megyében. Lakosainak száma 866 fő (2023. január 1.). Rocca di Botte Arsoli, Camerata Nuova, Cappadocia, Cervara di Roma, Oricola és Pereto községekkel határos.

## Népesség
A település lakossága az elmúlt években az alábbi módon változott:
| Lakosok száma | 858  | 842  | 866  |
|               | 2015 | 2018 | 2023 |